# 奧拉尼·若望·坦佩斯塔
奧拉尼·若望·坦佩斯塔（葡萄牙語：Orani João Tempesta；1950年6月23日—）是天主教司鐸級樞機、熙篤會會士及現任里約熱內盧的聖巴斯弟盎總教區總主教。

## 生平
坦佩斯塔於1950年6月23日在巴西聖保羅州帕爾杜河畔聖若澤出生。他在當地完成了小學和初中課程，並在1967年位於聖貝爾納多-杜坎普熙篤會修院。之後，他在聖保的羅聖木圖修院修讀哲學，並在慈幼會教宗庇護九世神學院修讀神學。他於1969年2月2日成為終身修士，1974年12月7日晉鐸。
他於1984年之前一直在隱修院隱修，其後更擔任聖羅克堂區神父和學院教授。他於1996年9月當選聖伯多祿修院院長。
他於1997年4月25日晉牧，並獲教宗若望保祿二世任命為普雷圖河畔聖若澤教區主教。他於1999年兼任克拉拉瓦爾自治會院區院牧至該會院區2002年併入瓜舒佩教區為止。他於2004年至2009年期間出任貝倫總教區主教。
由於歐瑟伯·奧斯卡·曬德樞機榮休，因此坦佩斯塔於2009年2月27日接任里約熱內盧的聖巴斯弟盎總教區總主教。教宗方濟各於2014年12月19日將他擢升為司鐸級樞機。他於同年9月獲委任聖座萬民福音部成員。

## 外部連結
- Archbishop Orani João Tempesta （页面存档备份，存于）, catholic-hierarchy.org